# فرافکنی اثیری
فرافکنی اثیری (به انگلیسی: Astral Projection) از نظر برخی معتقدان به علوم خفیه، یک تجربه خروج از بدن تعمدی و حالتی از خودآگاهی است که در آن انسان، آگاهی‌اش را از کالبد فیزیکی به کالبد اثیری منتقل می‌کند و در این حالت، دنیای اثیری را تجربه می‌کند.

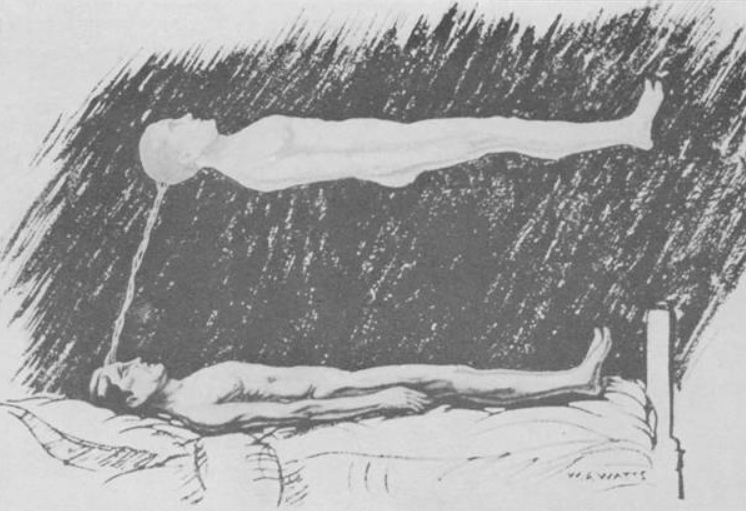
تصویر برون‌افکنی اختری، از کتاب «برون‌افکنی کالبد اختری» اثر سیلوین مولدون و هروارد کارینگتون (۱۹۲۹)

این حالت، معمولاً در خلسه عمیق و در حالت ریلکسیشن رخ می‌دهد. در بعضی موارد نیز، این تجربه به‌صورت خودبه‌خود، یا دراثر حادثه مانند تصادف یا تجاربی که شخص باور کند لحظه مرگش فرارسیده است، رخ می‌دهد. به این نوع تجربیات، تجربه نزدیک به مرگ هم گفته می‌شود؛ ولی معمولاً زمانی که شخص به اراده و با آگاهی کامل از حالت آگاهی فیزیکی به آگاهی اثیری وارد شود، به این رویداد، فرافکنی اثیری می‌گویند.

## هفت کالبد بدن

### کالبد فیزیکی
کالبد مادی، بدن فیزیکی است که حواس به آن قابل درک هستند. این بدن حداقل انرژی را دارد و از حداقل فرکانس برخوردار است و مربوط به چاکرا اول می‌شود. اگر عملکرد آن نامناسب باشد، به دلیل نقصی در سیستم چاکرا است.

### کالبد اثیری
بدن اثیری و ارتباط آن با چاکرای دوم :بدن دوم از شناختن بدن اول خودش را نشان می‌دهد؛ بدن اثیری غیر شفاف اطراف بدن ما وجود دارد و به فاصله کمی از بدن ما واقع شده است. بدن اثیری به صورت دوده ای است و دیگر حالت جامد ندارد و شکل گاز را به خودش گرفته است. گاهی اوقات در هنگام مراقبه حس می‌شود. بدن اثیری با چاکرای دوم یا چاکرای خاجی در ارتباط است و اگر چاکرای دوم پاک باشد شخص دارای افکار مثبت می‌شود.

### کالبد اختری
بدن سوم مانند بخار است و خیلی شفاف لازم است ذکر شود تا بدن پنجم اندازه بدن‌ها یک اندازه است محتوای هر بدن تغییر می‌کند. همهٔ احساسات و خواسته‌ها توسط بدن اختری احساس می‌شود وقتی خوشحال هستید یا هر احساس دیگری دارید در حال حس کردن بدن سوم هستید در واقع احساسات بدن وابسته به بدن فیزیکی نیست. بدنی که در خواب می‌بینیم و احساسش می‌کنیم بدن اختری ماست. ۲ ارتباط بدن سوم با چاکرای خورشیدی: چاکرای خورشیدی رنگ آبی مایل به بنفش دارد و همچنین رنگ طلایی هم از خودش ساطع می‌کند وقتی این چاکرا خالص و پاک باشد انسان با مردم صلح آمیز رفتار می‌کند و زندگی او بدون درگیری است.

### کالبد ذهنی
بدن ذهنی به صورت بی‌رنگ و به صورت یک دیواره شفاف اطرف ما قرار دارد. بدن ذهنی، همان ذهن است؛ تصاویری که ما در تخیل خود می‌بینیم، در بدن ذهنی تولید می‌شود حتی صداها و اصوات. بدن چهارم به چاکرای قلب مربوط است، چاکرای قلب از بقیه چاکراها مهم‌تر است، زیرا ما را قادر می‌سازد به خدا و عشق پاک و همه چیز و همه کس حس داشته باشیم و آن‌ها را احساس کنیم. ابراز محبت کردن و دوست داشتن از جمله امکانات چاکرای قلب است.

### کالبد روحانی
بدن روحانی بالاترین حالت یک انسان را نشان می‌دهد، اوج عشق و محبت، بدن روحانی با نفس یا ضمیر انسان رابطه مستقیم دارد و بیشتر چیزهایی که ما در این دنیا به صورت عمیق درک می‌کنیم، در بدن روحانیمان جای می‌گیرد؛ این بدن با چاکرای پنجم ارتباط مستقیم دارد. همان‌طور که چاکرای پنجم، نور آبی روشن از خودش ساطع می‌کند، بدن روحانی هم دارای نور آبی روشن است، بدن روحانی، بدن درمانگری و کمک به مردم است؛ این بدن بالاترین ارتباط انسان با جهان هستی را نشان می‌دهد.

### کالبد کیهانی
برای شناخت بدن کیهانی خود، باید چاکرای ششم را تقویت کنید؛ تمام اتفاقاتی که در چشم سوم برای انسان رخ می‌دهد، به بدن کیهانی مربوط می‌شود. تمام اطلاعات ستارگان و سیارات و کائنات درون بدن کیهانی وجود دارد، این بدن به صورت مستقیم با روشن بینی و بینایی ماورای زمان رابطه دارد. چاکرای ششم نور نیلی از خودش ساطع می‌کند ولی بدن ششم دارای نور سبز است؛ وقتی دونفر چاکرای ششم را با هم به اشتراک می‌گذارند، تلپاتی به وجود می‌آید و روشن بینی تقویت می‌شود پس چاکرای ششم را پاک نگه دارید و از تیرگی حفظش کنید.. پس نتیجه می‌گیریم که اسامی مهم نیست، مهم این است که این هفت بخش این هفت کالبد و این هفت بدن وجود دارد

### کالبد نیروانا
بدن نیروانیک آخرین بدن انسان است؛ بدنی که ماورای این جهان است و شما به منبع اصلی رسیدید، از همان‌جا که آمدید به همان‌جا برگشتید. اگر همة دنیاها تا االن برایتان فوقالعاده بوده، این دنیا واقعاً متفاوت است. ۳ بدن هفتم خارق‌العاده است. بالاتر از هر چیزی که بشر می‌تواند بگوید، فکر و احساس کند، در بدن هفتم وجود دارد. بدن هفتم مستقیماً با چاکرای هفتم یا چاکرای تاج در ارتباط است. چاکرای تاج، نور زرد و طلایی از خود ساطع می‌کند و خرد را به ما نشان می‌دهد، چاکرای تاج دارای ارتباط تلپاتیک فوق‌العاده قوی است و خرد همیشه از یک انسان به دیگری در حال انتقال است. وقتی چاکرای تاج یک نفر به شدت پاک باشد، در آن صورت، نور زرد تبدیل به نور طالیی می‌شود

## تعریف
تجربه خروج از بدن یا برون‌فکنی اثیری (به انگلیسی: OBE:out-of-body experience)تجربه‌ای با احساس خروج از بدن است. ۱۰ درصد مردم چنین تجربه‌ای را در زندگی دارند.
دانشمندان چیز کمی دربارهٔ این پدیده می‌دانند. برون‌فکنی اثیری، اغلب به‌عنوان بخشی از تجربه نزدیک به مرگ (NDE) به‌شمار می‌آید. کسانی‌که چنین تجربه‌ای داشته‌اند، جزئیاتی را مشاهده کردند که پیش از آن برایشان ناشناخته بود.
اما این به معنی مرگ یا در معرض خطر مرگ قرار گرفتن نیست. فرافکنی، نوعی حالت خاص بین خواب و بیداریست که اغلب افراد تجربه کرده‌اند؛ اما درصد کمی به اختیار خود این کار را کرده‌اند. برون‌فکنی، یک توانایی طبیعی برای نوع بشر است و هر انسانی این توانایی را دارد.
حال، سؤال این‌جاست که این حالت چیست و در حال فرافکنی چه روی می‌دهد؟ اگر روح انسان را مغز گردویی تصور کنیم جسم فیزیکی انسان مثل پوست سبز رنگ گردو است که ضخیم و
محکم است و پوسته دیگری که وجود دارد همان پوسته چوبی گردو است که برای انسان همان جسم اثیری است؛ یعنی جسمی که روح در آن قرار دارد و مثل جسم فیزیکی بر روی آن، هم تسلط و اراده دارد و این جسم اثیری خاصیت‌های متفاوتی از جسم فیزیکی دارد. از جملهٔ خاصیت‌های جسم اثیری این است که توانایی عبور از اجسام را دارد؛ زیراکه جسم نیست و با آن می‌شود از قید ماده آزاد شد.
حال در تعریف فرافکنی باید گفت: فرافکنی جدایی از جسم فیزیکی و استفاده از جسم اثیری است.

## روش‌های فرافکنی
برونفکنی ارادی نیاز به هیپنوتیزم دارد. هیپنوتیزم فردی یا خودهیپنوتیزم عمیق برای برونفکنی بسیار دشوار است زیرا تلقین کردن فرد به خودش نیازمند آگاهی نقادانه و تحلیل گرانه ایست که اجازه رهایی از ذهن نقاد و ورود به سطح بالاتر آگاهی را نمی‌دهد این شاید دلیل شکست بسیاری از تلاشگران برونفکنی شخصی باشد.
اگر هیپنوتیزوری اقدام به مبارزه با ذهن نقاد (به عنوان ملذوم هیپنوتیزم) و فضاسازی ذهنی کند احتمال پیشرفت بیشتر در این امر وجود دارد. فضاسازی‌های ذهنی هیپنوتیزور می‌تواند به صورت تجسم اغراق‌آمیز و غیر واقعی فضاهای ذهنی باشد تا ضمن عمق بیشتر خلسه ذهن متوجه شود توان تحلیل معمول خود را از دست داده. در مرحله بعد می‌توان سوژه را به خاطرات گذشته خودش برگرداند در مورد جزئی‌ترین مسائل این خاطرات سؤال می‌شود تا مطمئن شویم سوژه تصویر دقیقی را تجربه می‌کند سپس سوژه را به قبل از زندگی اش برمی‌گردانیم. مهم نیست چه می‌بیند مهم این است که طبق تجربه با این کار آگاهی اش به شدت بالا می‌رود و حتی احتمال دارد بگوید سردرد دارد یا انگشت کوچکش بی‌حس شده. سپس می‌توانید بگویید از تو می‌خواهم به زمان حال در این اتاق بیایی. (فراموش نکنید احتمال اینکه ذهنش بخواهد چیزی را که واقعیت ندارد بسازد بسیار بالاست بهتر است سوژه را به فضا یا شهری ببرید که قبلاً ندیده و بعداً تصاویرش را به او نشان بدهید تا ببینید واقعا آنجا بوده یا نه) در هیپنوتیزم نرمال یک تصور برای شخص بسیار واقعی می‌شود بنابراین باید توجه کنید سوژه‌تان صرفاً تصور نکند؛ سوالاتی مثل: قبلاً اینجا رو دیدی؟ قبلاً تصورش کردی؟ چه احساسی داری؟ سرده یا گرمه؟ دقیقاً توصیفش کن؟ اینا تصورات تو اند یا در دنیای واقعی وجود دارند؟ می‌توانند روشنگر باشند. در اوایل کار ذهن؛ خودش را با این مسئله وفق نمی‌دهد و حتی ممکن است سوژه بگوید تصاویر را تار می‌بیند و برای وضوح باید خیلی تلاش کند در صورتی که ذهن چند بار در معرض این حالت از آگاهی قرار گیرد توانایی و تمرکز بیشتری پیدا می‌کند (اگر سوژه قدرتش را داشته باشد) ضمناً ذهن در سرتاسر تجربه درگیر است اما مشخص نیست صرفاً ذهن واجد تجربه است یا امر دیگری وجود دارد احتمالاً سوژه‌های باهوش و هیپنوتیزم پذیر در حالتی بسیار قدرتمند از آگاهی قرار میگرند که هنوز نمی‌توانیم آنرا تحلیل کنیم. تحقیق روشمند در مورد برونفکنی می‌تواند به اثبات علمی آن و سپس کشف حقایقی در مورد انسان منجر شود. بسیاری از پدیده‌هایی که برونفکنی معرفی می‌شوند صرفاً گشت و گذارهای هیجان انگیزی در فضای ذهن هستند. تشخیص حقیقت از تخیل قدرتمند کار سختی نیست و مشخصه‌هایی دارد:
۱=شخص متصور پدیده‌ها را آنطور که می‌خواهد تغییر می‌دهد اما شخص برونفکن پدیده‌ها را آن طور که هستند می‌بیند
۲=برونفکن قطعاً یک طناب نقره ای را به پشت کمر خود می‌بیند اما متصور نمی‌بیند مگر اینکه آنرا ایجاد کند
۳=متصور واقعیاتی که تا کنون ندیده را نمی‌تواند تصور کند اما برونفکن حقایق و پدیده‌هایی را می‌بیند که تا به حال ندیده
۴=متصور خود را بخشی از پدیده‌های اطرافش می‌داند زیرا آنها افکار خودش هستند و در واقع می‌توانند خود او باشند اما برونفکن از هویت جداگانه خودش نسبت به حقایق دیگر آگاه است زیرا او خود یکی از پدیده‌های مجزای عالم است و وجودیت ماحصل افکارش نیست
۵= می‌توانید از برونفکن بخواهید از تولد تا مرگ شما را برایتان توضیح دهد و رنگ در خانه ای که در کودکیتان درونش زندگی کرده‌اید را بگوید اما از متصور نمی‌توانید چنین بخواهید
۶=اینکه ما در هیپنوتیزم آنقدر همه چیز را واقعی می‌بینیم که تفاوت واقعیت و توهم را تشخیص نمی‌دهیم کاملاً دروغ است. سوژه تمایز تصور و واقعیت را به خوبی می‌داند

## نمونه‌های مختلف
در برخی موارد، این پدیده بی‌اختیار و خودبه‌خودی روی می‌دهد و در برخی، با یک ضربه روانی یا فیزیکی یا به‌کارگیری داروهای روان‌پریشی یا وضعیت شبیه‌خواب رخ می‌دهد.
این تجربه را می‌توان در مراقبه و آرامش از طریق تصور و تجسم (visualization) انجام داد. تحقیقات اخیر در سال ۲۰۰۷ نشان می‌دهد که تاحدی، فرافکنی اثیری را می‌توان با تحریک مستقیم مغز تجربه کرد.
بعضی متخصصین عصب‌شناسی با استفاده از واقعیت مجازی، (Virtual Reality) توانستند حس خروج از بدن را در افراد ایجاد کنند. فرد مورد آزمایش از میان عینک مخصوص نگاه می‌کرد و بدن خود را آن‌چنان‌که که یک فرد خارجی از پشت می‌نگرد، می‌دید. سپس، دقیقاً در همان موقعی که یک عصا در تصویر مجازی به بدن فرد برخورد کرد آزمایشگر نیز بدن فرد آزمایش‌شونده را لمس کرد. این آزمایش توهم تجربه خروج از بدن، و بودن در پشت سر بدن خود را ایجاد می‌کند.

## مطالعات در این باره
اولین پژوهش گسترده علمی در زمینه تجربه خروج از بدن را فردی به نام Celia Green در سال ۱۹۶۸ انجام داد.
وی ۴۰۰ نفر را در تحقیق خود با استفاده از پرسش‌نامه مورد بررسی قرار داد. هدفش، رده‌بندی انواع مختلف این تجربه بود؛ و همچنین بررسی این مسئله که آیا افراد مورد آزمایش آگاهی معنوی و غیرجسمانی که از یک ادراک فراحسی (esp) ناشی می‌شود، دارند؟
دکتر رابرت کروکال از نظر روحی و معنوی این مسئله را مورد بررسی قرار داد. او موارد مورد بررسی را غالباً از روزنامه‌های طرفدار اصول روحانی و معنوی مانند Psychic News جمع‌آوری می‌کرد.
در اوت ۲۰۰۷، هنریک ارسون از انستیتوی عصب‌شناسی دانشگاه لندن در مجله Science اولین روش تجربی در این زمینه را منتشر کرد. مطابق ادعای وی، تجربه خروج از بدن در شرکت‌کنندگانِ در این آزمایش که از لحاظ جسمی سالم بودند انجام شد. در این آزمایش شرکت‌کنندگان روی یک صندلی نشسته و یک جفت نمایشگری روی سر آنها قرار گرفت. این نمایشگر، دو صفحه تلویزیون کوچک بر روی چشمشان قرار می‌داد که با استفاده از دو دوربینی که پشت سر آنها در فاصله دو متری کار گذاشته بود تصویری از پشت سر آنها را به‌طور مستقیم پخش می‌کرد. تصویر دوربین سمت راست بر روی چشم راست و تصویر دوربین سمت چپ هم در چشم چپ نمایش داده می‌شد. افراد مورد آزمایش این تصاویر را به صورت برجسته stereoscopic یا سه بعدی می‌دیدند، بنابراین آنها پشت خود را از چشم‌انداز سه بعدی شخصی که پشت سرش نشسته بودند می‌دیدند. شرکت‌کنندگان تأیید کردند که آنها نشستن پشت سر بدن فیزیکی خود و نگاه کردن به آن از آن محل را تجربه کرده‌اند.

## مقالات انگلیسی
- en:Out-of-body experience
- en:Near death experienc
- en:Near-death studies